# The Dead 60s
The Dead 60s est un groupe de rock britannique originaire de Liverpool, ayant précédemment porté les noms de Pinhole puis Resthome avant de prendre son nom définitif en 2003. Le nom du groupe évoque de manière ironique une expression en vogue dans les clubs anglais qui signifie approximativement : "ta musique sonne sixties à mort !". Ils ont annoncé leur séparation en 2008.
Leur musique est un mélange de punk rock, de ska et de reggae. Après un premier album très direct qui, tout en lorgnant du côté des illustres aînés du punk anglais, développe une énergie spontanée, leur second album privilégie davantage des mélodies pop dont quelques-unes mieux calibrées pour le passage radiophonique. Ils sont notamment influencés par les Clash ou Madness.
En février 2008, le groupe annonce sur Myspace sa dissolution. "Pas de couac, ni de disputes entre nous. Nous sentions juste que le groupe avait fait son temps, et qu'il fallait s'arrêter et essayer d'autres choses".

## Membres
- Matt McManamon : chant, guitare
- Ben Gordon : guitare, orgue
- Charlie Turner : basse, chant
- Bryan Johnson : batterie

## Discographie

### Albums studio
- 2005 : The Dead 60s
- 2007 : Time to Take Sides

### EPs
- 2001 : Breaking Hearts & Windows
- 2002 : So Over You

### Singles
- 2004 : You're Not the Law
- 2004 : Riot Radio
- 2005 : The Last Resort
- 2005 : Loaded Gun
- 2005 : Riot Radio (réédition)
- 2005 : Ghostfaced Killer
- 2007 : Stand Up